# Pehr Gustaf Bernhardt
Pehr Gustaf Bernhardt född 11 september 1838 i Husby-Oppunda, Södermanlands län, död 18 juli 1872 i Dunker, Södermanlands län, var en svensk bruksägare och civilingenjör. 
Han var son till bruksägaren Gustaf Bernhardt och Anna Catharina Janson samt från 1860 gift med sin kusin Anna Hedvig Hortense Richter (i hennes första gifte). Makarna fick fyra barn Bror Richter Gustaf 1861, Axel Helmer Thure Gustaf 1863, Carl Algernon Thor Oscar Gustaf 1864 och Anna Jenny Ida Alfhild Hortence Bernhardt 1868.
Bernhardt avlade en civilingenjörsexamen vid Tekniska högskolan i Stockholm. Efter sitt giftermål bosatte han sig på faderns Stålboga bruk där han deltog i den dagliga förvaltningen.